# Sara Aerts
Sara Aerts (Turnhout, 25 januari 1984) is een Belgische bobsleester en atlete, die zich heeft toegelegd op de meerkamp. Vanaf 2004 veroverde zij in deze discipline vijf Belgische titels, evenveel als zij in de jaren eraan voorafgaand als scholiere en junior bijeen had gesprokkeld. Zij nam op haar specialiteit, de zevenkamp, eenmaal deel aan de Olympische Spelen, maar moest die na vier nummers afbreken vanwege een blessure. In 2016 kondigde ze aan over te stappen naar het bobsleeën.

## Biografie

### Vanaf 2001 alle jaren goud
Sara Aerts deed al op jeugdige leeftijd van zich spreken. Als zeventienjarige behaalde zij in 2001 haar eerste Belgische titel bij de scholieren en sindsdien is er tot 2008 geen jaar voorbijgegaan, dat zij niet met één of meerdere gouden plakken huiswaarts keerde. Totaal verzamelde ze alles bij elkaar negentien Belgische titels, waarvan zes bij de senioren.
Intussen lonkten de grote internationale toernooien. In 2005 nam zij deel aan de Europese kampioenschappen voor atleten tot 23 jaar in het Hongaarse Debrecen. Met een totaal van 5530 punten werd ze er elfde.
Pas echt serieus werd het in 2007, toen Aerts zich op de Europabeker meerkamp in het Sloveense Maribor op de zevenkamp verbeterde tot 5950 punten. Hoewel ze er op de nationale ranglijst aller tijden mee opklom naar een derde plaats achter Tia Hellebaut (6201) en Ingrid Didden (6056), bleef ze nochtans 50 punten verwijderd van de voor de wereldkampioenschappen in Osaka vereiste limiet. Voor de universiade in Bangkok had ze zich echter wél gekwalificeerd en dat was maar goed ook, want de inwoonster van Retie deed het in de Thaise hoofdstad uitstekend. Haar totaal van 5904 punten was goed voor zilver.

### Meer dan 6000 punten
In 2008 overschreed Sara Aerts ten slotte de 6000 puntengrens. Op de jaarlijkse prestigieuze Hypo Meeting in het Oostenrijkse Götzis kwam ze op 30 en 31 mei tot 6048 punten. Een blije Aerts: "Met die 6048 punten is mijn seizoen al helemaal geslaagd. Ik ben inderdaad maar een honderdtal punten van de olympische limiet verwijderd, maar daar wil ik niet aan denken. Zesduizend punten halen was het doel en dat is gelukt." Ze moest het ermee doen, want verder zou ze dat jaar niet meer komen, dus ook geen uitzending naar Peking. Bij de nationale kampioenschappen behaalde ze voor het eerst sinds jaren geen gouden medaille. Ze werd bij het verspringen met 6,00 m 'slechts' tweede achter niemand minder dan Tia Hellebaut, die naar 6,22 sprong.

### Eerste WK-ervaring
In de eerste maanden van 2009 sukkelde Aerts met een achillespees- en een voetblessure, waardoor ze nogal wat trainingsachterstand opliep, met name op loopgebied. Haar plan om haar eerste meerkamp van het jaar op de Hypo Meeting in Götzis te laten plaatsvinden, had ze hierdoor al laten varen. Toch achtte zij de limiet voor de WK in Berlijn van 6050 punten nog wel degelijk haalbaar. 'Daarvoor moet ik mijn persoonlijk record met slechts twee punten verbeteren. Dat lijkt me een haalbare kaart, want ik voel me beter dan vorig jaar,' aldus de atlete in mei. Sara Aerts had nu haar eerste meerkamp van het seizoen gepland staan voor eind juni op de Europabeker meerkamp in Maribor.
In de tussenliggende tijd zat de meerkampster bepaald niet stil. Zo kwam zij op 23 mei 2009 bij de KVV in Merksem met de speer tot een afstand van 40,40 m, een persoonlijk record. Eenmaal in Malibor aangekomen, bleek de Belgische op 27 en 28 juni met kop en schouders boven de concurrentie uit te steken. Haar puntentotaal van 6011 gaf haar een voorsprong op nummer twee van 755 punten. Toch bleef ze er 39 punten mee verwijderd van de WK-limiet. Aangezien Aerts drie persoonlijke records had verbeterd en het de tweede keer in haar atletiekcarrière was dat zij boven de 6000 punten eindigde, gaf dit de Belgische keuzecommissie echter zo veel vertrouwen, dat zij ten slotte toch in de Belgische WK-selectie werd opgenomen. In Berlijn mocht zij nu laten zien, hoe zij zich staande zou houden in de competitie met de beste meerkampsters ter wereld.
Ze begon haar WK op 15 augustus 2009 veelbelovend. Op het eerste nummer, de 100 m horden, snelde ze zelfs in 13,45 s naar de derde snelste tijd van het hele veld. Maar na op het hoogspringen op 1,68 te zijn blijven 'hangen', moest ze opgeven met pijn aan haar knie, die ze bij het hoogspringen had verdraaid. Een teleurstellend en vroegtijdig einde voor Aerts, die uiteraard op veel meer had gehoopt.

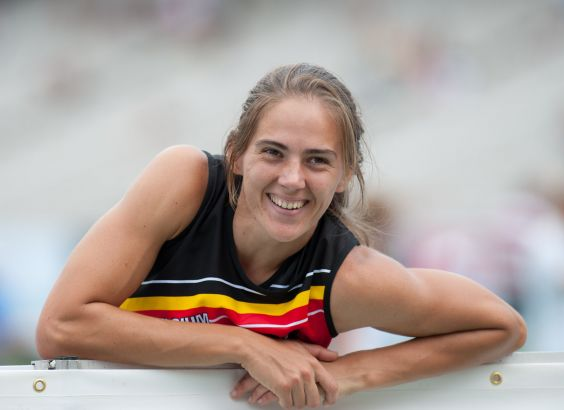
Sara Aerts tijdens de EK van 2010, Barcelona.

### EK 2010
Een jaar later ging het haar in haar zevenkamp tijdens de Europese kampioenschappen in Barcelona heel wat beter af. Na op de 100 m horden met een tijd van 13,38 voortvarend van start te zijn gegaan, klasseerde Aerts zich met degelijke prestaties op de drie andere nummers na de eerste dag als negende. Op de tweede dag kwam ze met 6,17 ver en 40,30 met de speer erg dicht in de buurt van haar PR's en met haar tijd van 2.15,90 op de 800 m verbeterde zij dit zelfs. Desondanks kon ze die negende plaats van de eerste dag niet vasthouden en eindigde zij haar zevenkamp als twaalfde. Een goede prestatie, gezien ook het feit dat ze met een totaal van 6084 punten in Barcelona haar beste zevenkamp ooit realiseerde.

### EK en OS 2012
In 2012 mocht Sara Aerts haar opwachting maken bij zowel de EK in Helsinki als de Olympische Spelen in Londen, maar beide toernooien eindigden voor haar in een teleurstelling. In Helsinki lag ze er al na het eerste onderdeel van de zevenkamp uit met een blessure, in Londen hield zij het vier nummers vol. Toen moest ze ook daar wegens een blessure opgeven; een scheur in haar kuitspier was ditmaal de oorzaak.

### Hordensucces en -teleurstelling
Aerts kwalificeerde zich eind juli 2013 tijdens de series van een wedstrijd in Ninove voor de wereldkampioenschappen van Moskou op de 100 meter horden, door 12,90 s te lopen. Diezelfde dag liep ze ook de finale, maar ze blesseerde zichzelf aan haar hamstrings. Uiteindelijk herstelde ze hier niet snel genoeg van om deel te kunnen nemen aan de wereldkampioenschappen en moest ze afzeggen.

### Beroepsatlete
Sara Aerts, sinds 1 november 2005 beroepsatlete, heeft Bedrijfsbeheer, Accountancy en Fiscaliteit als opleidingsachtergrond. Ze is sinds november 2007 lid van AC Break, na eerder lid te zijn geweest van AC Arendonk en vanaf 2002 van AVOS (Vosselaar). Ze wordt sinds 2007 getraind door Wim Vandeven.

## Belgische kampioenschappen
Outdoor
| Onderdeel | Jaar             |
| --------- | ---------------- |
| zevenkamp | 2004, 2005, 2006 |

Indoor
| Onderdeel   | Jaar       |
| ----------- | ---------- |
| 60 m        | 2013       |
| 60 m horden | 2013       |
| verspringen | 2007       |
| vijfkamp    | 2004, 2005 |

## Persoonlijke records
Outdoor
| Onderdeel    | Prestatie | Wind (m/s) | Datum           | Plaats    |
| ------------ | --------- | ---------- | --------------- | --------- |
| 100 m        | 11,64 s   | -2.1       | 6 juli 2013     | Oordegem  |
| 200 m        | 23,39 s   | +0.3       | 29 mei 2012     | Kessel-Lo |
| 800 m        | 2.14,12   |            | 27 mei 2012     | Götzis    |
| 100 m horden | 12,90 s   | +0,1       | 27 juli 2013    | Ninove    |
| hoogspringen | 1,81 m    |            | 27 juni 2009    | Maribor   |
| verspringen  | 6,20 m    | +1.2       | 1 juni 2008     | Götzis    |
| kogelstoten  | 14,43 m   |            | 3 augustus 2012 | Londen    |
| speerwerpen  | 40,40 m   |            | 23 mei 2009     | Merksem   |
| zevenkamp    | 6084 p    |            | 31 juli 2010    | Barcelona |

Indoor
| Onderdeel    | Prestatie | Datum            | Plaats |
| ------------ | --------- | ---------------- | ------ |
| 60 m         | 7,41 s    | 17 februari 2013 | Gent   |
| 60 m horden  | 8,01 s    | 10 februari 2013 | Gent   |
| hoogspringen | 1,75 m    | 27 januari 2007  | Gent   |
| verspringen  | 6,21 m    | 30 januari 2011  | Gent   |
| kogelstoten  | 13,51 m   | 4 maart 2011     | Parijs |
| vijfkamp     | 4125 p    | 27 februari 2005 | Gent   |

### Opbouw PR meerkamp en potentie op basis van PR's
In de tabel staat de uitsplitsing van het persoonlijk record op de zevenkamp. In de kolommen ernaast staat ook het potentieel record, met alle persoonlijke records op de losse onderdelen en de bijbehorende punten.
|              | Uitsplitsing PR | Uitsplitsing PR | Uitsplitsing PR |              | Potentieel record | Potentieel record |
| Onderdeel    | Prestatie       | Wind (m/s)      | Punten          | Pers. record | Punten            |                   |
| ------------ | --------------- | --------------- | --------------- | ------------ | ----------------- | ----------------- |
| 100 m horden | 13,38           | -1,0            | 1068            | 12,90        | 1140              |                   |
| hoogspringen | 1,74            |                 | 903             | 1,81         | 991               |                   |
| kogelstoten  | 13,13           |                 | 736             | 14,43        | 823               |                   |
| 200 m        | 24,62           | -0,3            | 922             | 23,39        | 1040              |                   |
| verspringen  | 6,17            | +0,0            | 902             | 6,21         | 915               |                   |
| speerwerpen  | 40,30           |                 | 673             | 40,40        | 675               |                   |
| 800 m        | 2.15,90         |                 | 880             | 2.14,12      | 905               |                   |
| Puntentotaal |                 |                 | 6084            |              | 6489              |                   |

## Palmares

### 60 m
- 2013:  BK indoor AC - 7,41 s

### 200 m
- 2010: 5e BK AC - 23,95 s

### 60 m horden
- 2006:  BK indoor AC - 8,61 s
- 2007:  BK indoor AC - 8,73 s
- 2010:  BK indoor AC - 8,46 s
- 2012: 4e BK indoor AC - 8,29 s
- 2013:  BK indoor AC - 8,01 s
- 2013: 7e in ½ fin. EK indoor - 8,14 s (in serie 8,07 s)

### 100 m horden
- 2008:  BK AC - 13,47 s
- 2013:  Bislett Games – 12,95 s
- 2013:  BK AC - 12,95 s
- 2013: DNS WK
- 2015:  BK AC - 13,24 s

### hoogspringen
- 2010: 6e BK AC - 1,60 m
- 2011: 7e BK indoor AC - 1,68 m

### verspringen
- 2007:  BK indoor AC - 5,92 m
- 2008:  BK AC - 6,00 m
- 2009:  BK AC - 6,04 m
- 2012:  BK indoor AC - 5,83 m

### zevenkamp
- 2004:  BK AC - 5287 p
- 2005:  BK AC - 5045 p
- 2005: 11e EK U23 - 5530 p
- 2006:  BK AC 5201 p
- 2007:  Europacup Meerkamp - 5950 p
- 2007:  Universiade - 5904 p
- 2009:  EuropaCup Meerkamp in Malibor - 6011 p
- 2009: DNF WK
- 2010: 12e EK - 6084 p
- 2012: 20e Hypomeeting - 6077 p
- 2012: DNF EK
- 2012: DNF OS
- 2013: DNF Hypomeeting

### vijfkamp
- 2004:  BK indoor - 4031 p
- 2005:  BK indoor - 4125 p